# Saint-Pardoux-et-Vielvic
Saint-Pardoux-et-Vielvic (okzitanisch: Sent Pardol e Vièlh Vic) ist eine französische Gemeinde mit 187 Einwohnern (Stand: 1. Januar 2022) im Département Dordogne in der Region Nouvelle-Aquitaine (vor 2016 Aquitaine). Sie gehört zum Arrondissement Sarlat-la-Canéda und zum Kanton Vallée Dordogne. Die Einwohner werden Saint-Parduciens-et-Vielvicois genannt.

## Geografie
Saint-Pardoux-et-Vielvic liegt etwa 43 Kilometer ostsüdöstlich von Bergerac. 
Nachbargemeinden sind Urval im Nordwesten und Norden, Monplaisant im Norden und Nordosten, Pays de Belvès im Osten und Süden, Saint-Avit-Rivière im Südwesten sowie Bouillac im Südwesten und Westen.

## Bevölkerungsentwicklung
| Jahr                       | 1962 | 1968 | 1975 | 1982 | 1990 | 1999 | 2006 | 2019 |
| -------------------------- | ---- | ---- | ---- | ---- | ---- | ---- | ---- | ---- |
| Einwohner                  | 170  | 168  | 140  | 135  | 136  | 142  | 183  | 191  |
| Quellen: Cassini und INSEE |      |      |      |      |      |      |      |      |

## Sehenswürdigkeiten
- Kirche Saint-Pardoux aus dem 12. Jahrhundert, seit 1925 Monument historique
- Kirche Saint-Barnabé in Vielvic aus dem 13. Jahrhundert
- Dolmen von Bonarme

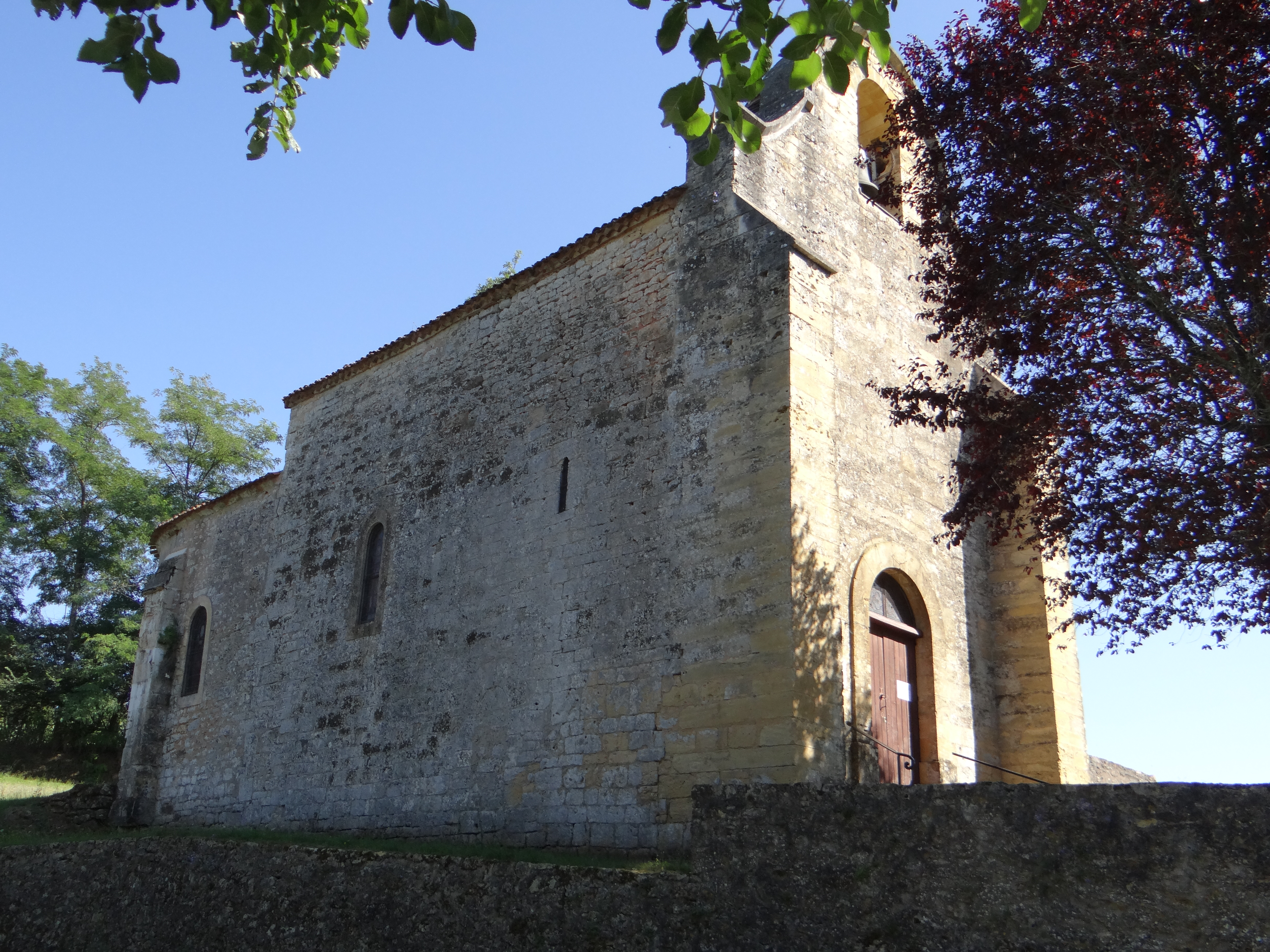
Kirche Saint-Pardoux
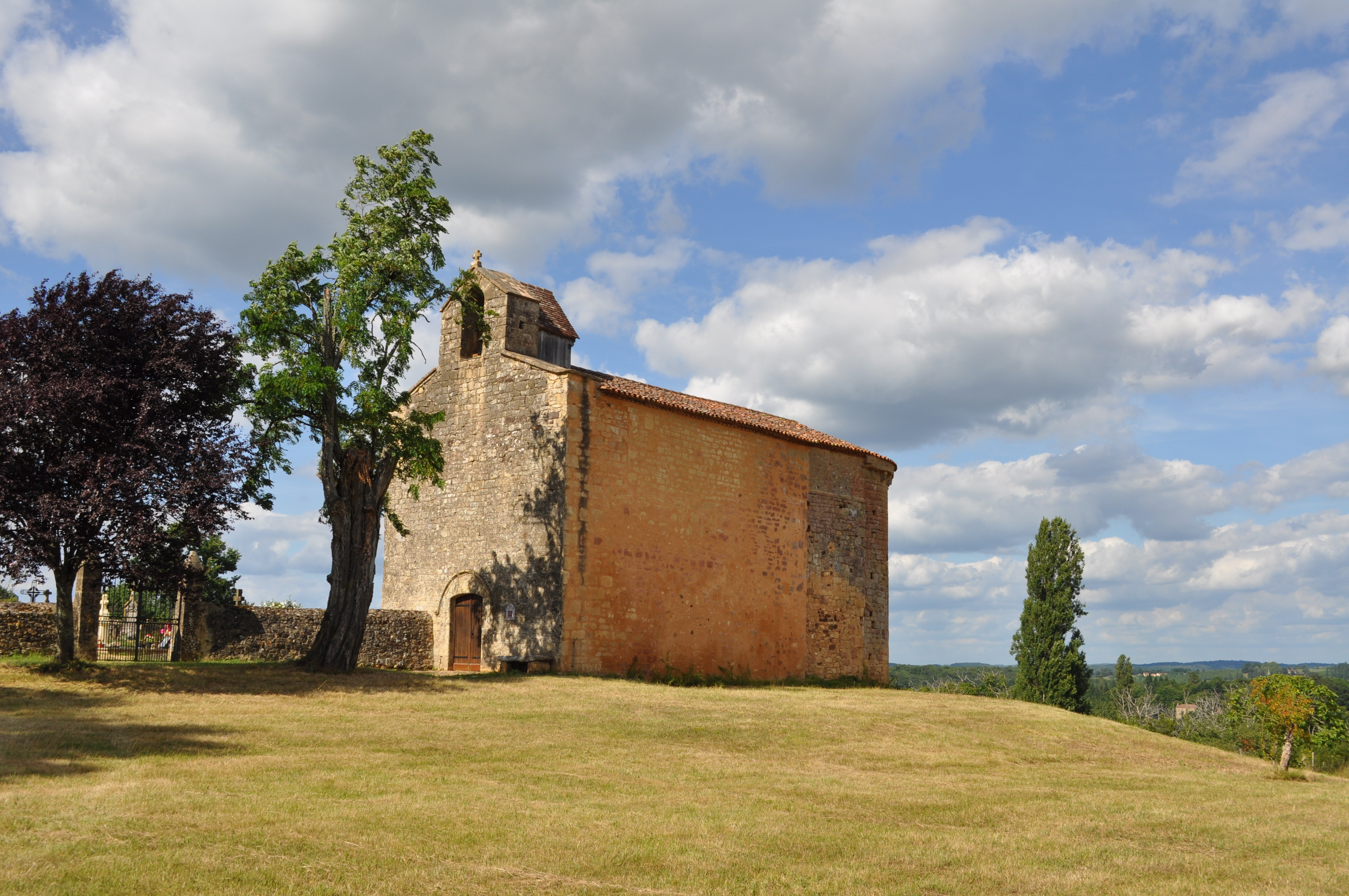
Kirche Saint-Barnabé
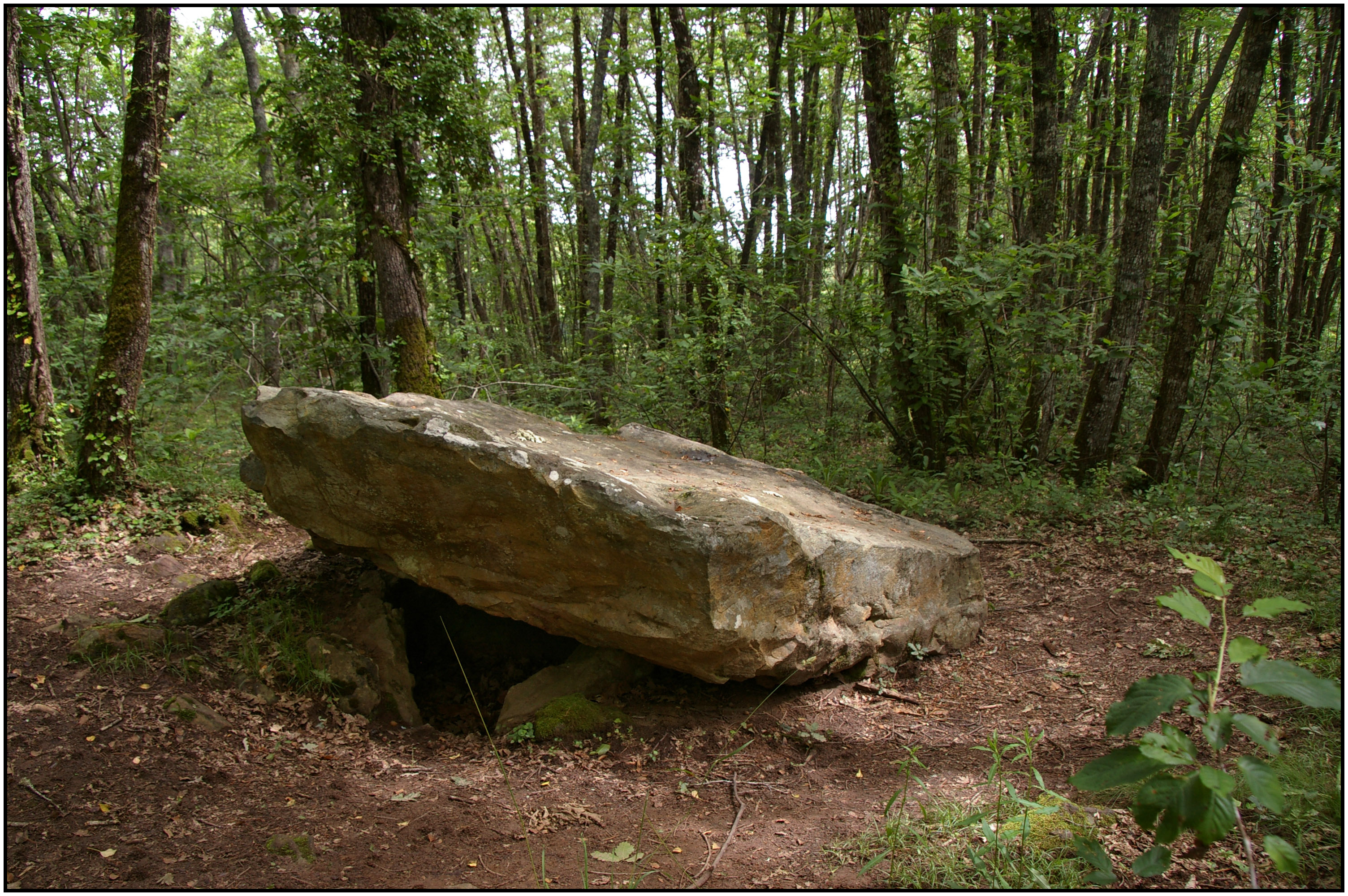
Dolmen von Bonarme